# S Satu Aek Nabara
S Satu Aek Nabara is een bestuurslaag in het regentschap Labuhan Batu van de provincie Noord-Sumatra, Indonesië. S Satu Aek Nabara telt 772 inwoners (volkstelling 2010).